# West Moonah
West Moonah är en del av en befolkad plats i Australien. Den ligger i regionen Glenorchy och delstaten Tasmanien, i den sydöstra delen av landet, nära delstatshuvudstaden Hobart. Antalet invånare är 5 216.
Runt West Moonah är det ganska tätbefolkat, med 129 invånare per kvadratkilometer.. Närmaste större samhälle är Hobart, nära West Moonah. 
Runt West Moonah är det i huvudsak tätbebyggt. Genomsnittlig årsnederbörd är 697 millimeter. Den regnigaste månaden är juli, med i genomsnitt 78 mm nederbörd, och den torraste är februari, med 41 mm nederbörd.